# Europameisterschaften im Wasserspringen 2015
Die Europameisterschaften im Wasserspringen 2015 fanden vom 9. bis 14. Juni 2015 in Rostock statt. Austragungsort war wie bereits bei den Titelkämpfen 2013 die Neptun-Schwimmhalle.
Es wurden elf Wettbewerbe ausgetragen: jeweils für Frauen und Männer Einzelwettbewerbe vom 1- und 3-m-Brett und vom 10-m-Turm, Synchronwettbewerbe vom 3-m-Brett und 10-m-Turm sowie ein Mixed-Teamwettbewerb.

## Teilnehmer
Es nahmen 103 Athleten aus 19 Ländern teil.
| Teilnehmende Nationen (mit Anzahl der Teilnehmer)                          | Teilnehmende Nationen (mit Anzahl der Teilnehmer)                  | Teilnehmende Nationen (mit Anzahl der Teilnehmer)               | Teilnehmende Nationen (mit Anzahl der Teilnehmer)               | Teilnehmende Nationen (mit Anzahl der Teilnehmer) |
| -------------------------------------------------------------------------- | ------------------------------------------------------------------ | --------------------------------------------------------------- | --------------------------------------------------------------- | ------------------------------------------------- |
| Armenien (2) Deutschland (13) Finnland (4) Frankreich (7) Griechenland (2) | Italien (10) Niederlande (5) Norwegen (5) Österreich (1) Polen (2) | Rumänien (3) Russland (12) Schweden (4) Schweiz (3) Spanien (3) | Ukraine (10) Ungarn (4) Vereinigtes Königreich (10) Belarus (3) |                                                   |

## Ergebnisse

### Frauen

#### Einzel

##### 1 Meter
| Platz | Sportlerin         | Land                   | Punkte |
| ----- | ------------------ | ---------------------- | ------ |
| 1     | Tania Cagnotto     | Italien                | 291,20 |
| 2     | Nadeschda Baschina | Russland               | 279,40 |
| 3     | Olena Fedorowa     | Ukraine                | 275,40 |
| 4     | Elena Bertocchi    | Italien                | 267,80 |
| 5     | Grace Reid         | Vereinigtes Königreich | 264,50 |
| 6     | Uschi Freitag      | Niederlande            | 249,45 |
| 7     | Jessica Favre      | Schweiz                | 245,50 |
| 8     | Daniella Nero      | Schweden               | 243,45 |
| 9     | Nora Subschinski   | Deutschland            | 239,50 |
| 10    | Hanna Pysmenska    | Ukraine                | 235,10 |
| 11    | Inge Jansen        | Niederlande            | 230,75 |
| 12    | Taina Karvonen     | Finnland               | 219,85 |

Datum: 12. Juni 2015
 Louisa Stawczynski erreichte mit 210,30 Punkten im Vorkampf Rang 16.

 Vivian Barth erreichte mit 209,65 Punkten im Vorkampf Rang 17.

##### 3 Meter
| Platz | Sportlerin           | Land                   | Punkte |
| ----- | -------------------- | ---------------------- | ------ |
| 1     | Tania Cagnotto       | Italien                | 350,20 |
| 2     | Kristina Iljinych    | Russland               | 334,15 |
| 3     | Tina Punzel          | Deutschland            | 330,90 |
| 4     | Francesca Dallapé    | Italien                | 323,15 |
| 5     | Uschi Freitag        | Niederlande            | 304,95 |
| 6     | Nadeschda Baschina   | Russland               | 298,55 |
| 7     | Inge Jansen          | Niederlande            | 291,30 |
| 8     | Anastassija Nedobiha | Ukraine                | 277,95 |
| 9     | Alicia Blagg         | Vereinigtes Königreich | 275,50 |
| 10    | Hanna Pysmenska      | Ukraine                | 271,30 |
| 11    | Grace Reid           | Vereinigtes Königreich | 264,30 |
| 12    | Jessica Favre        | Schweiz                | 239,60 |

Datum: 14. Juni 2015
 Nora Subschinski erreichte mit 246,45 Punkten im Vorkampf Rang 13.

##### 10 Meter
| Platz | Sportlerin          | Land                   | Punkte |
| ----- | ------------------- | ---------------------- | ------ |
| 1     | Julija Prokoptschuk | Ukraine                | 327,50 |
| 2     | Laura Marino        | Frankreich             | 323,60 |
| 3     | Noemi Bátki         | Italien                | 323,30 |
| 4     | Julija Timoschinina | Russland               | 322,20 |
| 5     | Darja Gowor         | Russland               | 301,50 |
| 6     | Hanna Krasnoschlyk  | Ukraine                | 293,85 |
| 7     | Georgia Ward        | Vereinigtes Königreich | 284,80 |
| 8     | Mara Aiacoboae      | Rumänien               | 267,10 |
| 9     | Celine van Duijn    | Niederlande            | 265,05 |
| 10    | Villő Kormos        | Ungarn                 | 264,15 |
| 11    | Alaïs Kalonji       | Frankreich             | 257,50 |
| 12    | Maria Kurjo         | Deutschland            | 228,75 |
| 13    | Anne Tuxen          | Norwegen               | 222,50 |

Datum: 10. Juni 2015
 Elena Wassen erreichte mit 243,55 Punkten im Vorkampf Rang 15.

#### Synchron

##### 3 Meter
| Platz | Sportlerinnen                        | Land        | Punkte |
| ----- | ------------------------------------ | ----------- | ------ |
| 1     | Tania Cagnotto Francesca Dallapé     | Italien     | 313,08 |
| 2     | Tina Punzel Nora Subschinski         | Deutschland | 302,70 |
| 3     | Nadeschda Baschina Kristina Iljinych | Russland    | 298,50 |
| 4     | Hanna Pysmenska Olena Fedorowa       | Ukraine     | 290,10 |
| 5     | Inge Jansen Uschi Freitag            | Niederlande | 282,00 |
| 6     | Iira Laatunen Taina Karvonen         | Finnland    | 265,32 |
| 7     | Villő Kormos Flóra Gondos            | Ungarn      | 255,93 |

Datum: 13. Juni 2015

##### 10 Meter
| Platz | Sportlerinnen                            | Land                   | Punkte |
| ----- | ---------------------------------------- | ---------------------- | ------ |
| 1     | Julija Timoschinina Jekaterina Petuchowa | Russland               | 319,20 |
| 2     | Georgia Ward Robyn Birch                 | Vereinigtes Königreich | 310,74 |
| 3     | Villő Kormos Zsófia Reisinger            | Ungarn                 | 291,72 |
| 4     | My Phan Maria Kurjo                      | Deutschland            | 290,13 |
| 5     | Hanna Krasnoschlyk Wlada Tazenko         | Ukraine                | 281,16 |

Datum: 11. Juni 2015

### Männer

#### Einzel

##### 1 Meter
| Platz | Sportler            | Land                   | Punkte |
| ----- | ------------------- | ---------------------- | ------ |
| 1     | Matthieu Rosset     | Frankreich             | 433,80 |
| 2     | Jewgeni Nowossjolow | Russland               | 396,05 |
| 3     | Oleh Kolodij        | Ukraine                | 391,10 |
| 4     | Illja Kwascha       | Ukraine                | 390,15 |
| 5     | Giovanni Tocci      | Italien                | 385,60 |
| 6     | Jewgeni Kusnezow    | Russland               | 381,75 |
| 7     | Constantin Blaha    | Österreich             | 377,55 |
| 8     | Andrzej Rzeszutek   | Polen                  | 365,10 |
| 9     | Oliver Homuth       | Deutschland            | 353,40 |
| 10    | Espen Bergslien     | Norwegen               | 335,45 |
| 11    | Andrea Chiarabini   | Italien                | 327,90 |
| 12    | Freddie Woodward    | Vereinigtes Königreich | 300,50 |

Datum: 10. Juni 2015
 Guillaume Dutoit erreichte mit 280,45 Punkten im Vorkampf Rang 20.

 Timo Barthel verletzte sich im Vorkampf und kam nicht in die Wertung.

##### 3 Meter
| Platz | Sportler            | Land                   | Punkte |
| ----- | ------------------- | ---------------------- | ------ |
| 1     | Matthieu Rosset     | Frankreich             | 476,70 |
| 2     | Jewgeni Kusnezow    | Russland               | 467,60 |
| 3     | Ilja Sacharow       | Russland               | 451,85 |
| 4     | Illja Kwascha       | Ukraine                | 439,75 |
| 5     | Patrick Hausding    | Deutschland            | 432,45 |
| 6     | Oleh Kolodij        | Ukraine                | 413,95 |
| 7     | Stephan Feck        | Deutschland            | 412,95 |
| 8     | Yorick de Bruijn    | Niederlande            | 403,75 |
| 9     | Jesper Tolvers      | Schweden               | 402,65 |
| 10    | Stefanos Paparounas | Griechenland           | 385,80 |
| 11    | Freddie Woodward    | Vereinigtes Königreich | 363,10 |
| 12    | Andrei Pawluk       | Belarus                | 351,20 |

Datum: 11. Juni 2015
 Guillaume Dutoit erreichte mit 351,60 Punkten im Vorkampf Rang 13.

 Constantin Blaha erreichte mit 351,00 Punkten im Vorkampf Rang 14.

##### 10 Meter
| Platz | Sportler            | Land                   | Punkte |
| ----- | ------------------- | ---------------------- | ------ |
| 1     | Martin Wolfram      | Deutschland            | 575,30 |
| 2     | Wiktor Minibajew    | Russland               | 541,70 |
| 3     | Wadsim Kaptur       | Belarus                | 491,55 |
| 4     | Benjamin Auffret    | Frankreich             | 478,20 |
| 5     | Maksym Dolhow       | Ukraine                | 454,85 |
| 6     | Sergei Nasin        | Russland               | 450,80 |
| 7     | Matty Lee           | Vereinigtes Königreich | 443,65 |
| 8     | Jesper Tolvers      | Schweden               | 421,90 |
| 9     | Francesco Dell’Uomo | Italien                | 418,05 |
| 10    | Maicol Verzotto     | Italien                | 394,20 |
| 11    | Lew Sargsjan        | Armenien               | 393,20 |
| 12    | Dominik Stein       | Deutschland            | 392,75 |

Datum: 13. Juni 2015

#### Synchron

##### 3 Meter
| Platz | Sportler                              | Land                   | Punkte |
| ----- | ------------------------------------- | ---------------------- | ------ |
| 1     | Ilja Sacharow Jewgeni Kusnezow        | Russland               | 462,96 |
| 2     | Illja Kwascha Oleksandr Horschkowosow | Ukraine                | 430,89 |
| 3     | Patrick Hausding Stephan Feck         | Deutschland            | 419,73 |
| 4     | Andrzej Rzeszutek Kacper Lesiak       | Polen                  | 375,87 |
| 5     | Michele Benedetti Tommaso Rinaldi     | Italien                | 373,38 |
| 6     | Jack Haslam Freddie Woodward          | Vereinigtes Königreich | 372,39 |
| 7     | Jauhen Karaljou Andrei Pawluk         | Belarus                | 370,38 |
| 8     | Nicolás García Héctor García          | Spanien                | 357,18 |
| 9     | Jouni Kallunki Otto Lehtonen          | Finnland               | 352,26 |

Datum: 12. Juni 2015

##### 10 Meter
| Platz | Sportler                              | Land                   | Punkte |
| ----- | ------------------------------------- | ---------------------- | ------ |
| 1     | Patrick Hausding Sascha Klein         | Deutschland            | 458,10 |
| 2     | Roman Ismailow Wiktor Minibajew       | Russland               | 435,84 |
| 3     | Maksym Dolhow Oleksandr Horschkowosow | Ukraine                | 430,26 |
| 4     | Wadsim Kaptur Jauhen Karaljou         | Belarus                | 402,18 |
| 5     | James Denny Matty Lee                 | Vereinigtes Königreich | 400,44 |
| 6     | Francesco Dell’Uomo Maicol Verzotto   | Italien                | 389,28 |

Datum: 14. Juni 2015

### Team
| Platz | Sportler                            | Land                   | Punkte |
| ----- | ----------------------------------- | ---------------------- | ------ |
| 1     | Wiktor Minibajew Nadeschda Baschina | Russland               | 406,50 |
| 2     | Maria Kurjo Patrick Hausding        | Deutschland            | 399,15 |
| 3     | Julija Prokoptschuk Illja Kwascha   | Ukraine                | 383,50 |
| 4     | Laura Marino Matthieu Rosset        | Frankreich             | 369,10 |
| 5     | Noemi Bátki Michele Benedetti       | Italien                | 351,50 |
| 6     | Mara Aiacoboae Catalin Cozma        | Rumänien               | 309,25 |
| 7     | Isabelle Svantesson Jesper Tolvers  | Schweden               | 305,10 |
| 8     | Georgia Ward James Denny            | Vereinigtes Königreich | 299,10 |
| 9     | Celine van Duijn Joey van Etten     | Niederlande            | 290,35 |
| 10    | Anne Tuxen Daniel Jensen            | Norwegen               | 274,35 |

Datum: 9. Juni 2015

## Medaillenspiegel
| Platz  | Land                   | Gold | Silber | Bronze | Gesamt |
| ------ | ---------------------- | ---- | ------ | ------ | ------ |
| 1      | Russland               | 3    | 6      | 2      | 11     |
| 2      | Italien                | 3    | –      | 1      | 4      |
| 3      | Deutschland            | 2    | 2      | 2      | 6      |
| 4      | Frankreich             | 2    | 1      | –      | 3      |
| 5      | Ukraine                | 1    | 1      | 4      | 6      |
| 6      | Vereinigtes Königreich | –    | 1      | –      | 1      |
| 7      | Ungarn                 | –    | –      | 1      | 1      |
| 7      | Belarus                | –    | –      | 1      | 1      |
| Gesamt | Gesamt                 | 11   | 11     | 11     | 33     |